# Nicolas Reissig
Nicolas Reissig (* 7. April 1989 in Oberndorf bei Salzburg) ist ein ehemaliger österreichischer Tennisspieler.

## Karriere
Nicolas Reissig spielte hauptsächlich auf der ATP Challenger Tour und der ITF Future Tour. Er feierte insgesamt sieben Einzel- und vier Doppelsiege auf der Future Tour.
Sein einziges Match auf der ATP World Tour gab er im Juli 2014 beim MercedesCup in Stuttgart, wo er in der Auftaktrunde an der Seite von Robin Kern gegen Mate Pavić und André Sá spielte und klar in zwei Sätzen verlor. Er verlor in der Weltrangliste kontinuierlich an Boden und spielte 2016 sein letztes Profimatch.